# 夜明けのマルシェ
『夜明けのマルシェ』（よあけのまるしぇ）は、日本テレビで2008年7月4日から2010年3月30日まで毎週火・土曜日の深夜に放送されたショッピングバラエティ。以前は木曜日の深夜にも放送されていた。

## 概要
ゲストを迎え、旬のランキングやさまざまな商品を紹介する買い物エンターテインメント。2008年7月、前番組の『日テレ7 続きはネットで…』からリニューアルされた。2009年7月からはリニューアルし、「東京ラーメン新人王2009」、「ごはとも」（芸能人の“ご飯の友”を紹介）など、商品開発、発掘をメインとした内容になる。2010年3月30日に終了。後継番組は『ウケウリ!!』。

## 出演者

### MC
- 伊達みきお
- 松尾英里子（日本テレビアナウンサー）

### ナレーション
- 若林健治

### 過去の出演者
- 宮崎宣子（日本テレビアナウンサー）

### 東京ラーメン新人王2009 リポーター
まぁこ、花香芳秋、たかしひでき・たかし、スパローズ、しゅく造め、大輪教授、HEY!たくちゃん、ばうんど赤川直人、ビックスモールン・ゴン、浦添ウインドゥ、八幡かおる、口笛なるお、トミドコロ、デコボコ団、連戦姉妹、あんたま

## 放送時間
- 2008年7月4日 -
  - 火曜日　27:24 - 27:40
  - 木曜日　27:24 - 27:40
  - 土曜日　27:55 - 28:10

- 2009年4月4日 -
  - 火曜日　27:24 - 27:44
  - 土曜日　26:40 - 27:00

## 姉妹番組
- 女神のマルシェ